# Sweat / Suit
Sweat / Suit es un álbum de 2005 del rapero Nelly que combina los éxitos de los temas de los álbumes lanzados en 2004 Sweat y Suit. Fue lanzado en todo el mundo excepto en Estados Unidos, donde el álbum Sweatsuit salió a la venta en noviembre de 2005, con nuevas canciones.

## Lista de canciones
1. "My Place" (con Jaheim)
2. "Flap Your Wings"
3. "Play it Off" (con Pharrell)
4. "Na-Nana-Na" (con Jazze Pha)
5. "Pretty Toes" (con Jazze Pha & T.I.)
6. "Getcha Getcha" (con Murphy Lee, Kyjuan, & Ali)
7. "She Don't Know My Name" (con Snoop Dogg & Ronald Isley)
8. "Tilt Ya Head Back" (con Christina Aguilera)
9. "Nobody Knows" (con Anthony Hamilton)
10. "N Dey Say"
11. "In My Life" (con Avery Storm & Mase)
12. "Over and Over" (con Tim McGraw)

- Datos: Q3623984